# Кармишин Дмитро Дмитрович
Дмитро Дмитрович Карми́шин (4 листопада 1926 року — 7 листопада 1956 року) — штурман ескадрильї 880-го гвардійського бомбардувального авіаційного полку Південної групи радянських військ, гвардії капітан, Герой Радянського Союзу.

## Біографія
Кармишин Дмитро Дмитрович народився 4 листопада у селі Залєсовка Шаранського району Башкирії у селянській родині. Виховувався у дядька у селі Преображенка Шаранського району .
Росіянин. Член КПРС з 1955 року. Закінчив 9 класів та 1 курс Уфимського залізничного технікуму. Працював трактористом у районній МТС.
У Червону Армію призваний у 1943 році Шаранським райвійськкоматом Башкирської АРСР. У 1948 році закінчив Оренбурзьке військове авіаційне училище штурманів, та був призначений штурманом ланки винищувальної авіації.
У 1952 році направлений у бомбардувальний авіаційний полк Південної групи радянських військ (Угорська Народна Республіка). Штурман ескадрильї 880-го гвардійського бомбардувального авіаполку гвардії капітан Кармишин Д. Д. восени 1956 року у складі радянських військ брав участь у наданні допомоги угорським військам «у відновленні порядку та створенні умов для мирної творчої праці» в угорських подіях 1956 року.
8 листопада 1956 року Дмитро Дмитрович, у складі екіпажу бомбардувальника Іл-28 (командир — гвардії капітан Бобровський Олександр Андрійович, радист — гвардії старший лейтенант Ярцев Володимир Єгорович) здійснював аерофотознімання військових заводів Будапешту.
Виконавши поставлене завдання та передавши розвіддані у штаб, льотчики при поверненні на свій аеродром піддалися зенітному обстрілу у районі острова Чепель. Літак був збитий. Екіпаж загинув.
Останки офіцерів-гвардійців вивезені до Радянського Союзу та перепоховані на Личаківському цвинтарі міста Львова.
Указом Президії Верховної Ради СРСР від 18 грудня 1956 року за мужність та відвагу, проявлені при виконанні військового обов'язку, гвардії капітану Кармишину Дмитру Дмитровичу посмертно присвоєно звання Героя Радянського Союзу.

## Нагороди
- Медаль «Золота Зірка» Герою Радянського Союзу.
- Орден Леніна.

## Пам'ять
Ім'ям Героя названо дитячий будинок у селі Шаран.
Документи та особисті речі Героя Радянського Союзу Д. Д. Кармишина зібрані у музеї Героя у школі № 8 міста Туймази (Башкортостан).